# Jeff McNeil
Jeff McNeil, född den 8 april 1992 i Santa Barbara i Kalifornien, är en amerikansk professionell basebollspelare som spelar för New York Mets i Major League Baseball (MLB). McNeil är främst andrabasman, men används även som outfielder.
McNeil har tagits ut till MLB:s all star-match två gånger.

## Karriär

### College
McNeil studerade vid California State University, Long Beach och spelade för skolans basebollag Long Beach State Dirtbags 2011–2013.

### Major League Baseball

#### New York Mets

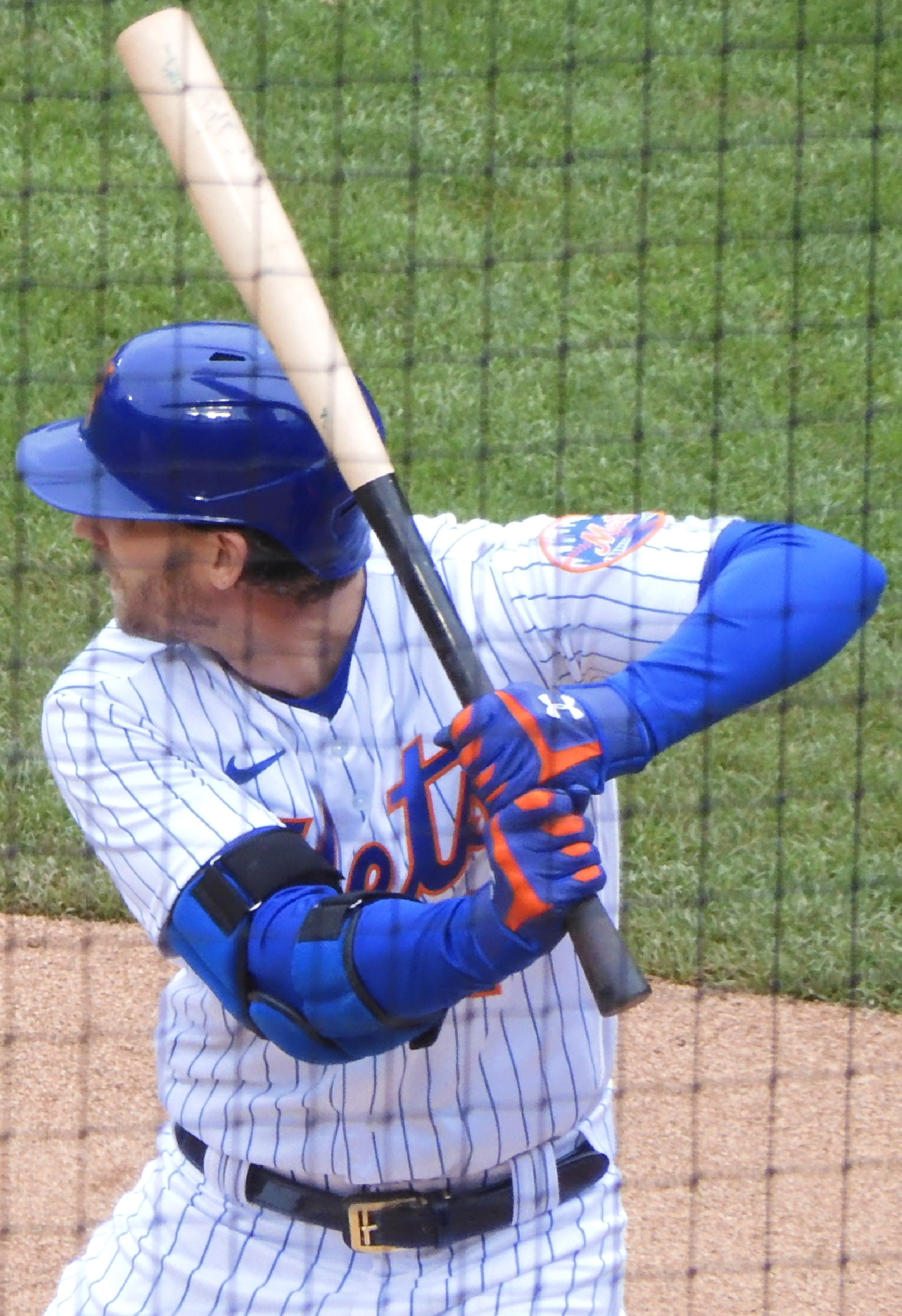
McNeil i maj 2022.

McNeil draftades av New York Mets 2013 som 356:e spelare totalt och redan samma år gjorde han proffsdebut i Mets farmarklubbssystem. Han debuterade i MLB den 24 juli 2018.
Under debutsäsongen spelade McNeil 63 matcher för Mets med ett slaggenomsnitt på 0,329, tre homeruns och 19 RBI:s. Han användes mest som andrabasman. Hans spelartyp, med högt slaggenomsnitt, få homeruns och få strikeouts, var ovanlig i en tid då många spelare försökte slå homeruns mest hela tiden och hade många strikeouts. Han inledde nästa säsong mycket bra och togs ut till sin första all star-match i MLB. Vid tidpunkten för uttagningen hade han näst högst slaggenomsnitt i National League (0,344). Sett över hela säsongen hade han ett slaggenomsnitt på 0,318 (fjärde bäst i National League), 23 homeruns och 75 RBI:s på 133 matcher. Han fick oftast spela som outfielder.
2020 års säsong förkortades kraftigt på grund av covid-19-pandemin och McNeil spelade 52 av Mets 60 matcher, mest som leftfielder. Hans slaggenomsnitt var 0,311 med fyra homeruns och 23 RBI:s. Året efter blev det 120 matcher, efter det att han missat en hel månad från mitten av maj till mitten av juni med en hamstringskada. Hans slaggenomsnitt föll kraftigt till 0,251 medan han hade sju homeruns och 35 RBI:s. Under säsongen spelade han mest som andrabasman.
McNeil återfann formen 2022 och togs i juli ut till sin andra all star-match. Tack vare en skada på Jazz Chisholm Jr fick han till och med äran att starta matchen som National Leagues andrabasman.

## Privatliv
McNeil gifte sig med flickvännen Tatiana 2018 och paret fick en son, Lucas, i juli 2022.